# Christopher E. Miller
Christopher E. Miller (* 1982) ist ein US-amerikanischer Geoarchäologe.

## Leben
Er erwarb 2004 den Bachelor of Arts in Archaeology and Earth Science an der Boston University (Micromorphology of the Hell Gap Paleoindian site, Wyoming), 2006 den Master of Science in Earth Science an der University of Maine (The geoarchaeological setting of the Sebasticook Lake fish weir, Newport, Maine) und 2010 den Dr. rer. nat. an der Universität Tübingen. Er ist Professor für Geoarchäologie am Institut für Naturwissenschaftliche Archäologie in Tübingen und gehört dem Senckenberg Center for Human Evolution and Palaeoenvironment in Tübingen sowie dem SFF Centre for Early Sapiens Behaviour in Bergen an.

## Schriften (Auswahl)
- A tale of two Swabian caves. Geoarchaeological investigations at Hohle Fels and Geißenklösterle. Tübingen 2015, ISBN 978-3-935751-19-3.